# Crateromys paulus
Crateromys paulus és una espècie de mamífer rosegador de la família dels múrids conegut a partir d'un sol espècimen. És endèmic de les Filipines. El seu hàbitat natural probablement eren els boscos de plana, però han retrocedit molt des de la descripció d'aquesta espècie. No se sap amb seguretat si aquest animal encara subsisteix o si s'ha extingit. El seu nom específic, paulus, significa ‘petit’ en llatí.